# Disperis humblotii
Disperis humblotii är en orkidéart som beskrevs av Heinrich Gustav Reichenbach. Disperis humblotii ingår i släktet Disperis och familjen orkidéer. Inga underarter finns listade i Catalogue of Life.